# Nyamsong
Nyamsong est une localité du Cameroun, située dans l'arrondissement de Bafia, le département du Mbam-et-Inoubou et la Région du Centre, sur la route reliant Bafia à Donenkeng et à Ntui. Le village d'origine, connu pour sa léproserie fondée en 1954, s'est transformé en trois quartiers de la ville de Bafia : Nyamsong I, Nyamsong II, Nyamsong III. 

## Population
En 1964, Nyamsong comptait 1 132 habitants, principalement des Bafia. Lors du recensement de 2005, on a dénombré 260 personnes à Nyamsong I, 673 à Nyamsong II et 670 à Nyamsong III.

## Histoire
En 1954, un spiritain de Lille, le père André Loucheur – futur évêque de Bafia – crée une école professionnelle à Lablé et une léproserie à Nyamsong.En 1957, il lève en France des fonds importants pour ce projet, grâce notamment au soutien de l'émission Vous êtes formidables de Pierre Bellemare.
À l'origine il s'agit avant tout de procurer une case en dur aux familles des malades. Un service permettant d'accueillir et de soigner sur place les plus atteints est ensuite mis en place. Un dispensaire, une école, un centre d’enseignement ménager, une chapelle et une cordonnerie – pour équiper les malades sur mesure – complètent peu à peu ces infrastructures.
En 1965 le cardinal Paul-Émile Léger de Montréal, accueilli par le père Loucheur, devenu préfet apostolique, se rend à Nyamsong pour se consacrer quelque temps aux lépreux.